# Шпак, Вера Ивановна
Ве́ра Ива́новна Шпа́к (бел. Вера Іванаўна Шпак; род. 6 февраля 1989, Минск) — белорусская и российская актриса театра и кино.

## Биография
Родилась 6 февраля 1989 года в Минске. Родители: отец — преподаватель университета, мать — врач-гинеколог. После школы некоторое время училась в языковой школе Борнмута (Великобритания).
В 2006 году поступила в Минский государственный лингвистический университет, в 2008 году перевелась в Санкт-Петербургский институт иностранных языков на факультет английского языка по специализации «перевод и правоведение».

## Творчество
В 2000―2005 годах — одна из солисток минского Театра эстрадной песни. В 2006 году — дипломант телеконкурса юных талантов «Сузор’е надзей». В 2007 году — солистка белорусской группы «Славянка».
В 2009 году поступила в Школу-студию МХАТ, курс К. А. Райкина.
С 2013 года работала в петербургском Александринском театре у Валерия Фокина. С 2014 года — актриса Московского Губернского театра под руководством Сергея Безрукова.
В 2021 году Вера Шпак снялась в эротической сцене в художественном фильме «Без тебя».

## Театральные работы

### Школа-студия МХАТ
- «Трамвай "Желание"», Теннесси Уильямс, реж. Алексей Гуськов, главная роль — Стела
- «Наш Пушкин. Руслан и Людмила. Jam Session», реж. Марина Брусникина
- «Назначение», Александр Володин, реж. Алла Покровская, Сергей Шенталинский, роль — Люба
- «The Final Cut.(Окончательный монтаж)», хореографический реквием на музыку группы «Pink Floyd», реж. Алла Сигалова
- «МЫкарамазоВЫ» (этюды и диалоги), по роману Ф. М. Достоевского «Братья Карамазовы», реж. Виктор Рыжаков
- «У нас в Камергерском», спектакль-дивертисмент: этюды по актёрскому мастерству и пластике, реж. Константин Райкин, Елена Бутенко-Райкина, Сергей Шенталинский

### Театр им. Пушкина
- «Ричард Ричард», по мотивам трагедии У. Шекспира «Ричард III» (2013, реж. Б. Дьяченко).

### Московский губернский театр
- «Книга Джунглей. Маугли», Р. Киплинг (2014, реж. Т. Вдовиченко), Багира
- «Скамейка», А. Гельман (2015, реж. Д. Дюжев), Она[3].

### «Бродвей Москва» (Театр МДМ)
- 2021: «Элементарно, Хадсон! Дело о собаке Б.» (мюзикл, реж. И. Теплов) — миссис Хадсон.

## Бизнес
В августе 2021 года Вера вместе со своим супругом открыла ресторан «Легендар».

## Фильмография
| Год       |   | Название                | Роль                                                         |
| --------- | - | ----------------------- | ------------------------------------------------------------ |
| 2012      | с | Команда восемь          | Ляля                                                         |
| 2013      | ф | Великий                 | эпизод                                                       |
| 2013      | с | Дело чести              | эпизод                                                       |
| 2013—2014 | с | Дознаватель-2           | Вика подруга Эли, 31-я серия                                 |
| 2014      | с | Умник                   | эпизод                                                       |
| 2014      | с | Бирюк                   | Ирина дочь Галины                                            |
| 2014      | ф | Дед и внук              | эпизод                                                       |
| 2014      | с | Кураж                   | Лиля жена Володи                                             |
| 2014      | с | Чужая жизнь             | эпизод                                                       |
| 2014      | с | Учителя                 | Юля приятельница Арсения                                     |
| 2015      | с | Аз воздам               | учительница Ксения Балашова — главная роль                   |
| 2015      | с | Испанец                 | частный детектив Ева Соколовская — главная роль              |
| 2015      | с | Команда                 | мошенница Юля Машкова                                        |
| 2015      | с | Такая работа            | Кристина Ильинская сестра Миши                               |
| 2015      | с | Чужое гнездо            | Ольга                                                        |
| 2015      | с | Временно недоступен     | журналистка Настя Журавлёва                                  |
| 2015      | ф | Счастье - это...        | молодая мама                                                 |
| 2015      | с | Неразрезанные страницы  | Даша Слободенюк невеста Балашова                             |
| 2015      | с | Чума                    | Катя дочь Лопарёва                                           |
| 2015      | ф | Красные. Белые. Мёртвые | Имя персонажа не указано                                     |
| 2016      | с | На белом коне           | старший лейтенант конного отряда полиции Вика — главная роль |
| 2016      | с | Последний ход королевы  | Настя Лушникова — главная роль                               |
| 2016      | с | Восхождение на Олимп    | Элла                                                         |
| 2016      | с | Синхронистки            | Оля — главная роль                                           |
| 2016      | с | Чёрная кошка            | Варя Моисеева девушка Вани Мишина в Москве                   |
| 2017      | с | Короткое слово «нет»    | Марина                                                       |
| 2017      | с | Отчий берег             | эпизод                                                       |
| 2017      | с | Серебряный бор          | Маргарита                                                    |
| 2018      | с | Дуэт по праву           | Татьяна Титова — главная роль майор                          |
| 2018      | с | Кладовая жизни          | Вика                                                         |
| 2018      | с | Стрекоза                | Ирина                                                        |
| 2019      | с | По разным берегам       | Тамара                                                       |
| 2019      | с | Волшебник               | Надя                                                         |
| 2019      | с | Другие                  | Катя жена Гринёва                                            |
| 2019      | с | Райский уголок          | Имя персонажа не указано                                     |
| 2019      | с | Стандарты красоты       | эпизод (нет в титрах)                                        |
| 2019      | с | Ёлка на миллион         | Наталья                                                      |
| 2019      | с | Такая, как все          | Анна Кольцова                                                |
| 2019      | с | Я жив                   | Кулагина                                                     |
| 2019      | с | Часы с кукушкой         | Наталья                                                      |
| 2019      | с | Тест на беременность 2  | Оксана                                                       |
| 2020      | с | Выбирая себя            | Мария                                                        |
| 2020      | с | Разменная монета        | Валентина                                                    |
| 2020      | с | Сердце Риты             | Рита                                                         |
| 2021      | с | Без тебя                | Клара                                                        |
| 2021      | с | ИП Пирогова             | Регина                                                       |
| 2022      | ф | Многоэтажка             | преподаватель танцевальной школы                             |
| 2023      | ф | Дыхание                 | Марина                                                       |

## Личная жизнь
В июле 2021 года Вера вышла замуж за предпринимателя и ресторатора Андрея. Свадьба прошла в Белоруссии.

Вера, помимо белорусского и русского языков, свободно владеет английским языком и на базовом уровне — немецким.

У Веры есть водительские права категории C и прекрасно водит автомобиль. В свободное время играет на гитаре.